# دانشگاه کارلتون

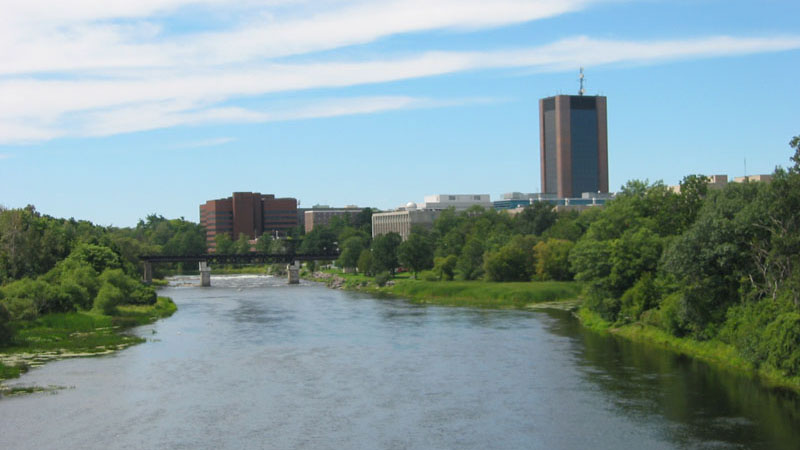

دانشگاه کارلتون (به انگلیسی: Carleton University) دانشگاهی جامع و بین‌المللی واقع در شهر اتاوا پایتخت کانادا است.
دانشگاه کارلتون که در سال ۱۹۴۲ میلادی (۱۳۲۱ شمسی) و ابتدا در قالب کالجی کوچک تأسیس گردیده بود اکنون دارای ۶۵ رشته گوناگون نظیر روزنامه‌نگاری، معماری، امور بین‌الملل، مهندسی، و غیره می‌باشد.
ریاست این دانشگاه بر عهده بنویت-آنتونی بیکن می‌باشد.
در حال حاضر ۲۳۰۰۰ دانشجو از بیش از ۱۰۰ کشور جهان در این دانشگاه در مقاطع لیسانس، فوق لیسانس، و دکترا مشغول به تحصیل هستند.

## تاریخچه

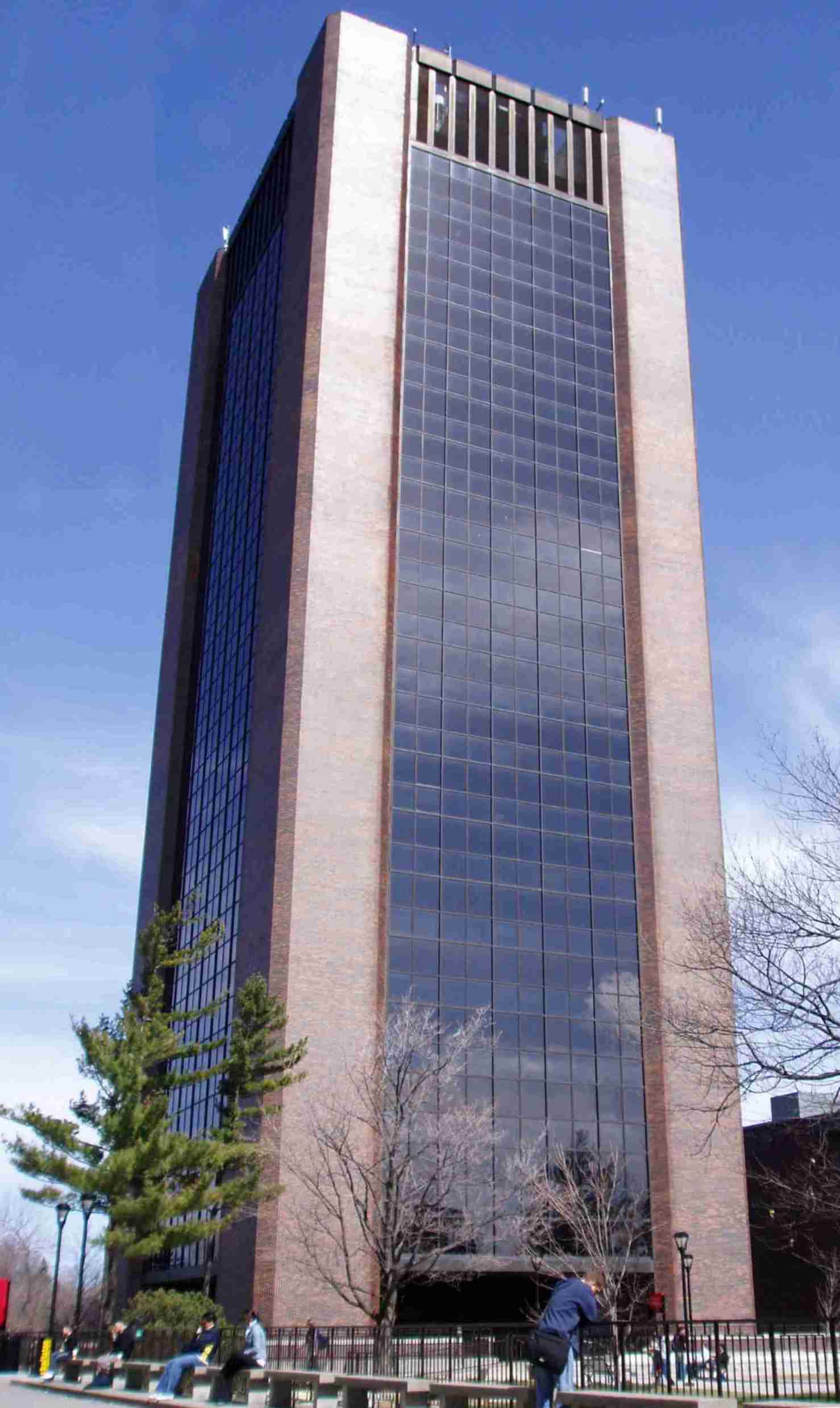
برج دانتون، بلندترین ساختمان مجموعه.

کالج کارلتون در سال ۱۹۴۲ و در بحبوحهٔ جنگ جهانی دوم، توسط انجمن آموزش پیشرفته اتاوا تأسیس گردید. این دانشگاه در آن زمان فقط دارای رشته‌های محدود شبانه بود که کلاس‌های آن در مکانی اجاره‌ای غیر از مکان فعلی آن تشکیل می‌شدند. با اتمام جنگ در سال ۱۹۴۵ و نیاز به تحصیل رزمندگانی که از جنگ بازگشته بودند، کالج توسعه یافت. به همین دلیل دانشکده هنر و علوم تأسیس شد که دارای رشته روزنامه‌نگاری و سال اول مهندسی بود.
در سال ۱۹۴۶ کالج به مکانی دیگر منتقل شد و در همین سال بود که اولین گروه از دانشجویان کارلتون از آن فارغ‌التحصیل شدند.
در سال ۱۹۵۲ لایحه کالج کارلتون از تصویب هیئت مقننهٔ ایالت انتاریو گذشت که به موجب آن شخصیت حقیقی آن به‌طور رسمی و با عنوان کالج کارلتون ثبت گردید و به اولین کالج خصوصی ثبت شده در این ایالت نیز تبدیل گردید. در همان سال زمین بزرگ و ۶۲ هکتاری که در ببن کانال ریدو و رودخانه ریدو قرار دارد و مکان فعلی دانشگاه نیز می‌باشد برای آن در نظر گرفته شد که بخشی از آن زمین‌ها توسط سرمایه‌دار برجسته و والا هری استیونسون ستهام وقف شد. یک سال بعد عملیات عمرانی در مکان جدید آغاز شد.
در سال ۱۹۵۷ لایحه سال ۱۹۵۲ دانشگاه کارلتون اصلاح شد و وضعیت کالج کارلتون به دانشگاه کارلتون تغییر یافت و نام آن به‌طور رسمی از کالج به دانشگاه کارلتون تغییر کرد. در سال ۱۹۵۹ عملیات عمرانی ساخت دانشگاه به پایان رسید و دانشگاه به مکان جدید و فعلی آن نقل مکان کرد. کتابخانه مکسول مک ادروم و ساختمان‌های پترسون و توری از قدیمی‌ترین ساختمان‌های این دانشگاه می‌باشند. بعدها و با توجه به نیاز دانشگاه، ساختمان‌های دیگری نیز در آن احداث شدند و دانشگاه به سرعت توسعه یافت.

## آکادمی
کارلتون به داشتن رشته‌های منحصربه‌فرد در کانادا، شهرت خاص دارد که از آن جمله می‌توان به مهندسی هوافضا، روزنامه‌نگاری، امور بین‌الملل و غیره اشاره کرد. به عنوان مثال رشته مهندسی هوافضا در کانادا فقط در دو دانشگاه ارائه می‌شود که کارلتون یکی از آنهاست. در زیر شرح مختصری از دانشکده‌ها و رشته‌های آن‌ها می‌آید.

### دانشکده امور بین‌الملل نورمن پترسون
دانشکده امور بین‌الملل نورمن پترسون تنها دانشکده در کاناداست که دارای مقطع فوق لیسانس و دکترا این رشته می‌باشد. همچنین این دانشکده بهترین دانشکده در رشته امور بین‌الملل در کانادا و دومین در کل آمریکای شمالی است. دانشگاه کارلتون همچنین تاکنون به بسیاری از دبیران کل سازمان ملل متحد دکترای افتخاری اهدا نموده‌است. انستیو آموزش‌های اروپایی و روسی کارلتون نیز که حدود چهار دهه از فعالیت آن می‌گذرد دارای جامع‌ترین دروس این رشته‌ها در کل کاناداست. دپارتمان علوم سیاسی نیز در سال ۲۰۰۶ رتبه نخست را در کانادا از آن خود کرد.

### دانشکده هنر و علوم اجتماعی
دانشکده هنر و علوم اجتماعی دارای رشته‌های مختلف نظیر فیلم، فلسفه، تاریخ، روان‌شناسی، جامعه‌شناسی و غیره است. حقوق بشر نیز از دیگر رشته‌هایی است که در این دانشکده ارائه می‌شود و معمولاً به صورت تلفیقی و به همراه رشته‌ای دیگر همانند حقوق، فلسفه، علوم سیاسی، جامعه‌شناسی، یا مردم‌شناسی ارائه می‌شود.

### دانشکده تجارت
دانشکده تجارت کارلتون (معروف به اسپرات)، اولین دانشکده در کانادا بود که رشته تجارت بین‌الملل را ارائه کرد. این رشته شامل یک دوره آموزش اجباری و فشرده زبان خارجی می‌باشد که دانشجویان این رشته پس از فراگیری آن، سال سوم را در یکی از کشورهای آرژانتین، آلمان، اتریش، اسپانیا، بلژیک، پرو، چین، ژاپن، شیلی، فرانسه یا مکزیک می‌گذرانند و سال چهارم مجدداً به کانادا بازمی‌گردند. همچنین با توجه به ضرورت تدریس رشته تجارت بین‌الملل در مقطع کارشناسی ارشد در خارج از کانادا، این رشته در شهرهای تهران در ایران و شانگهای در چین و با همکاری دانشگاه‌های این کشورها ارائه می‌گردد که بیشتر دروس آن نیز توسط استادان کارلتون که به تهران و شانگهای سفر می‌کنند تدریس می‌شود که معمولاً دانشجویان آن نیز، یک سال را در دانشگاه کارلتون می‌گذرانند.

### دانشکده مهندسی
دانشکده مهندسی کارلتون یکی دیگر از دانشکده‌های مهم این دانشگاه است. رشته طراحی صنعتی که برای اولین بار در سال ۱۹۷۳ ارائه شد، قدیمی‌ترین در کاناداست و کارلتون تنها دانشگاه این کشور است که این رشته را در مقطع دانشگاهی ارائه می‌دهد.  رشته مهندسی هوافضا دارای آزمایشگاه‌های مجهز، پیشرفته و به روز می‌باشد. کارلتون در سال ۲۰۰۶ یکی از سه دانشگاه کانادا شد که رشته مهندسی پزشکی را در هر دو مقطع لیسانس و فوق لیسانس ارائه کرد. همچنین دپارتمان‌های مهندسی عمران و مهندسی محیط زیست دارای آزمایشگاه‌های منحصربه‌فرد در نوع خود می‌باشند. دپارتمان مهندسی الکترونیک دارای اتاق‌های بدون اکو (با قابلیت عدم ارسال امواج صوتی به بیرون)، آزمایشگاه‌های فوتونیک، و دیگر آزمایشگاه‌های تخصصی این رشته می‌باشد.

### دانشکده علوم
دانشکده علوم یکی دیگر از دانشکده‌های کارلتون است. دپارتمان‌های این دانشکده عبارتند از ریاضیات، فیزیک، علوم کامپیوتر، زیست‌شناسی، زمین‌شناسی و شیمی. دپارتمان زیست‌شناسی این امکان را به دانشجویان این رشته می‌دهد که چند آزمایش تجربی در زمینه‌های مختلف را به‌طور هم‌زمان انجام دهند. دپارتمان زمین‌شناسی هم دارای میکروسکوپ‌های الکترونی دیجیتال با قابلیت اسکن بالا می‌باشد. همچنین طبق تحقیقی که هر ساله توسط مجله علمی ساینس واچ نیوز لتر (به انگلیسی: Science Watch newsletter) که توسط تامسون ساینتیفیک (به انگلیسی: Thomson Scientific) منتشر می‌شود، تمام معیارهای ۴۶ دانشگاه کانادا در ۲۱ حوزه آموزشی مورد بررسی قرار می‌گیرند، که طی آن دپارتمان فیزیک کارلتون بین سال‌های ۲۰۰۰ تا ۲۰۰۴ رتبه نخست را در این کشور از آن خود کرد. علاوه بر آن، ساختمان آزمایشگاه هرزبرگ کارلتون دارای یک رصدخانه، مجهز به تلسکوپ کلسترون ۱۴ اینچ است که مورد استفاده دانشجویان سال اول رشته اخترشناسی است. همچنین دپارتمان علوم کامپیوتر این دانشگاه جزء بهترین دانشکده‌های علوم کامپیوتر نظری به‌طور خاص هندسه محاسباتی در کانادا می‌باشد. در این دانشکده همچنین مرکز محاسبات سریع HPCVL قرار دارد که هر ساله به کاربران زیادی، چه در دانشگاه و چه در صنعت، خدمات محاسباتی بر روی ابرکامپیوترها می‌دهد.

## محیط آموزشی
کلاس‌های درس در کارلتون بسیار مدرن می‌باشند که به سه گروه تالارهای درس (به انگلیسی: Lecture Halls)، کلاس‌های درس، و کلاس‌های سمینار تقسیم می‌شوند. تالارهای Lecture و کلاس‌های بزرگتر مجهز به پروژکتور LCD، یک کامپیوتر با صفحه LCD متصل به شبکه و دارای ورودی USB، یک دستگاه DVD/CD player، سیستم صدای استریو، و اینترنت بی‌سیم (به انگلیسی: Wireless) می‌باشند.